# Consulta delle associazioni della Repubblica di San Marino
La Consulta delle associazioni della Repubblica di San Marino è una consulta di tutte le associazioni della Repubblica di San Marino, è nata grazie alla Segreteria di Stato per la Pubblica Istruzione, l'Università e gli Istituti Culturali, ha sede a Cailungo, curazia di Borgo Maggiore. 
Tuttora riunisce 45 associazioni tra cui:
- Associazione guide esploratori cattolici sammarinesi
- Associazione nazionale dell'industria sammarinese
- Associazione sammarinese arbitri
- Associazione sammarinese protezione animali
- Automobile Club San Marino
- Club alpino sammarinese